# Шкрібляк Юрій Іванович
Шкрібля́к Ю́ра (Юрій) Іванович (15 квітня 1822, с. Яворів, Косівський район, Івано-Франківська область — 10 травня 1884) — український гуцульський токар, майстер плаского різьблення по дереву, родоначальник родини різьбярів.

## Життєпис

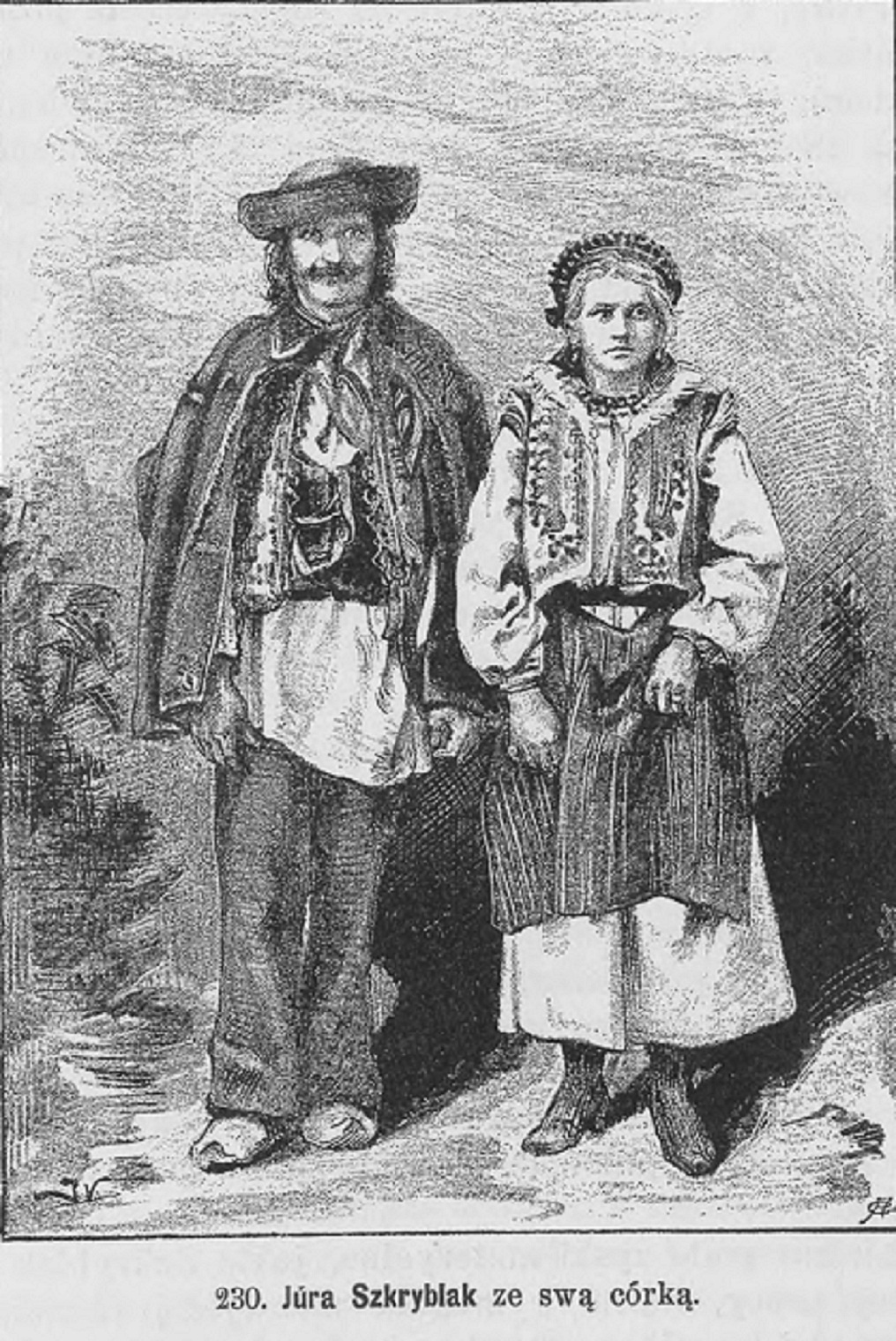
Юра Шкрібляк з донькою

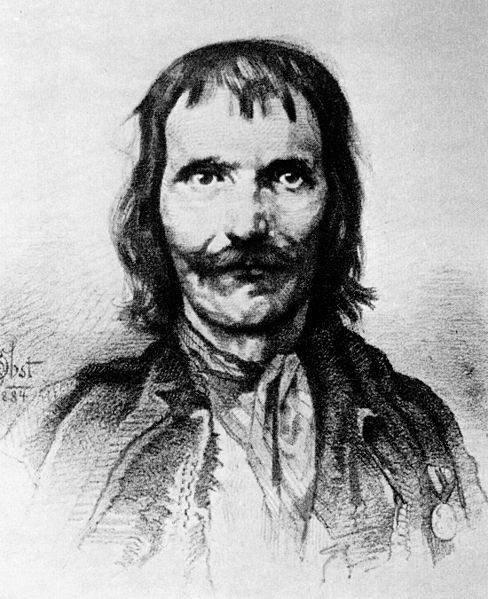
Юрій Шкрібляк. Худ. Северин Обст, 1884 р.

Народився в с. Яворові Косівського повіту (Галичина). Дід Юрія Шкрібляка прийшов у гори з Поділля.
Свої вироби прикрашував «писанєм» — пласкою й ажурною різьбою, геометричним орнаментом та «жированєм» — інкрустацією металом або мідяним дротом і баранячим рогом.
Його вироби з тиса, бука, груші (баклажки, барильця, ракви, плесканки, пляшки, чарки-«порції», тарілки, ложки, хрести, чаші, «трійці», сідлатерниці, кужелі, топірці, пістолі, кріси, порохівниці та інше) відзначаються оригінальною формою, досконалістю орнаментики й надзвичайно тонким технічнічним виконанням.
Для виготовлення своїх виробів користувався токарним верстатом Свої вироби Шкрібляк прикрашував за допомогою різних різців, долотців, стамесок власної конструкції.
Вироби Шкрібляка експонували на господарсько-промислових виставках у Відні (1872), Львові (1877), Трієсті (1878), Станиславові (1879), Коломиї (1880) і здобули визначне місце у світовому народному мистецтві.
Традиції Юри Шкрібляка продовжували й розвинули його нащадки, зокрема сини Василь, Микола, Федір, внук Василь Корпанюк.
У Національному музеї народного мистецтва Гуцульщини та Покуття ім. Й. Кобринського зберігається понад 30 творів майстра.
Похований на цвинтарі біля церкви у рідному Яворові.